# 玉川町 (愛媛県)
玉川町（たまがわちょう）は、かつて愛媛県の東予地方にあった町。越智郡に属した。高縄半島の中央部に位置していた。

## 地理
町の中央部を二級河川の蒼社川が流れている。中流域には玉川ダムがあり、蒼社川は今治市の上水道としての役割を担ってきたが、しばしば水害にも襲われてきた。
地質は主に領家帯の花崗岩が分布し、花崗岩の間隙からアルカリ単純泉が湧出する。この形態は道後温泉と同じである。その他、ホルンフェルス、安山岩が一部に分布。接触変成作用により銅鉱床が形成されており、一部零細鉱山が稼働していたが現在は閉山。そのほか花崗岩ペグマタイトによる珪石鉱床を胚胎し、一部採掘された。このような花崗岩ペグマタイト鉱床、接触変成による鉱床は越智郡内に数多く分布している。
花崗岩地形のため降水が集中するとマサ部の表層崩壊が多数発生し、神戸市の六甲山麓と同様に土砂災害も懸念される。
また玉川ダム下流部には明瞭な河成段丘が分布する。
- 釈迦山
- 蒼社川

## 歴史
下記以外に旧村の歴史も参照のこと。
- 1889年（明治22年）12月15日: 町村制施行に伴い越智郡に以下の4村が成立。
  - 鈍川村 ← 鈍川村, 木地村, 鬼原村
  - 九和村 ← 長谷村, 三反地村, 大野村, 法界寺村, 摺木村, 与和木村, 鍋地村, 桂村, 御厩村
  - 鴨部村 ← 小鴨部村, 畑寺村, 高野村, 中村, 別所村, 八幡村
  - 竜岡村 ← 竜岡上村, 竜岡下村, 葛谷村
- 1954年（昭和29年）3月31日: 鈍川村、九和村、鴨部村、竜岡村が合併して玉川村となる。
- 1956年（昭和31年）11月 - 国民健康保険直営診療所が診療開始。
- 1958年（昭和33年）11月 - 小鴨部簡易水道事業が竣工。
- 1959年（昭和34年）7月 - 玉川村有線放送電話開通。
- 1961年（昭和36年）
  - 7月 - 楠窪簡易水道事業が竣工。
  - 11月 - 玉川村営国民宿舎玉川荘が創業。
- 1962年（昭和37年）
  - 3月 - 奥道後玉川県立自然公園に指定。
  - 4月1日 - 玉川村が町制施行して玉川町となる。
- 1963年（昭和38年）3月 - 神子之森簡易水道事業が竣工。
- 1964年（昭和39年）10月 - 今治地区事務組合（1市5町村）を設立。
- 1965年（昭和40年）
  - 4月 - 龍岡中村簡易水道事業が竣工。
  - 6月 - 玉川農業協同組合（現：越智今治農業協同組合）が合併により発足。
- 1968年（昭和43年）
  - 3月 - 玉川町役場が完成。
  - 11月 - 町営鴨部住宅団地（約61戸）造成分譲。
- 1969年（昭和44年）
  - 1月 - 国民健康保険直営診療所が閉鎖（民間へ委託）。
  - 3月 - 中央公民館が落成。
  - 4月 - 龍岡小学校、鈍川小学校木地分校が廃校となる。
- 1970年（昭和45年）
  - 5月 - 過疎対策振興地域に指定。
  - 11月 - 玉川ダムが完成。
- 1971年（昭和46年）
  - 8月 - NHK松山放送局玉川中継局が開局。
  - 11月 - 三反地分譲住宅団地造成着工。
- 1972年（昭和47年）
  - 2月 - 玉川町国民体育館が完成。
  - 7月 - 玉川町・朝倉村ごみ処理組合を設立。
  - 9月 - 集中豪雨で4人が死亡。
- 1973年（昭和48年）
  - 3月 - 玉川町簡易水道施設が完成。
  - 9月 - 玉川町・朝倉村ごみ処理組合枝谷ごみ焼却場が完成。
- 1974年（昭和49年）6月 - 今治地区広域事務組合消防署玉川出張所開設。
- 1976年（昭和51年）9月12日 - 台風17号の集中豪雨で公民館や民家が押しつぶされる被害、4人が死亡[1]。
- 1977年（昭和52年）
  - 3月 - 玉川ダム周辺公園施設完成。
  - 6月 - 玉川町・朝倉村ごみ処理組合不燃物処理施設が完成。
- 1981年（昭和56年）3月 - 玉川町保健センターがオープン。
- 1984年（昭和59年）7月 - 玉川町青少年センターを設置。
- 1985年（昭和60年）12月 - 玉川町社会福祉協議会が設立。
- 1986年（昭和61年）12月 - 玉川町立玉川近代美術館がオープン。
- 1990年（平成2年）5月 - 玉川町農産物加工場が完成。
- 1991年（平成3年）7月 - 特別養護老人ホーム瑞鶴荘、デイサービスセンター福寿苑が完成。
- 1995年（平成7年）5月 - ふれあいの森「森林館」が完成。
- 1996年（平成8年）3月 - 鈍川せせらぎ交流館オープン。
- 1997年（平成9年）1月 - 水ヶ峠トンネル完成、国道317号が開通。
- 1998年（平成10年）
  - 3月 - 鈍川小学校が廃校となる。玉川総合公園落成。
  - 11月 - 玉川グリーンハイツ（全区画95区画）分譲開始。
- 1999年（平成11年）4月 - 玉川湖畔の里オープン。
- 2004年（平成16年）4月 - 玉川町総合福祉センター、文化交流館オープン。
- 2005年（平成17年）1月16日: 今治市、菊間町、大西町、波方町、吉海町、宮窪町、伯方町、大三島町、上浦町、朝倉村、関前村と合併し、今治市となる。

## 行政
- 町長：村上忠美

## 経済

### 産業
- 主要産業は農業、林業および今治市に隣接していることからタオルを中心とした繊維工業も盛んである。また町の面積のほとんどが山林である。その他、伊予三湯の一つ、アルカリ単純泉の鈍川温泉があり、観光産業も盛ん。国道317号の中継点として今治市と松山市の中間にあり、近年はベッドタウンとしての機能を担ってきた。

- 主要農作物である生椎茸は原木からのもので、その味は非常に高い評価を得ている。近年では、これら玉川町の農作物を農家から直接購入することができる玉川湖畔の里などが整備された。町内山間部の竜岡地区のこの施設は周辺市町村からも多くの人が訪れ、特に4月初めの桜の開花時には大変なにぎわいをみせる。

### 金融機関
- 越智今治農業協同組合 玉川支店
- 日本郵便 玉川郵便局

## 地域

### 教育
町内のホール、体育館、美術館など公共施設は充実しており、住民は高い文化性を涵養することが可能である。しかし、旧竜岡村、旧鈍川村など山間部は過疎化が進み、近年も鈍川小学校が閉校されている。

#### 中学校
- 玉川町立玉川中学校

#### 小学校
- 玉川町立鴨部小学校
- 玉川町立九和小学校

## 交通

### 鉄道路線
- 町内に鉄道は走っていない。

### 道路

#### 高速道路
- 町内に高速道路は走っていない。
  - 近隣のIC
    - 西瀬戸自動車道（瀬戸内しまなみ海道）
13 今治IC
    - 今治小松自動車道（今治道路・今治小松道路）
1 今治湯ノ浦IC

#### 一般国道
国道317号

#### 県道
- 主要地方道
愛媛県道17号北条玉川線
- 一般県道
愛媛県道154号東予玉川線
愛媛県道163号鈍川伊予大井停車場線
愛媛県道164号玉川菊間線

## 名所・旧跡・観光スポット・祭事・催事
町内には弥生時代の遺跡や古墳時代の古墳があるほか、楢原山（奈良原山）頂には、奈良原山経塚があり、出土した銅経筒、銅宝塔などは考古資料として極めて重要なもので、「伊予国奈良原山経塚出土品」として国宝に指定されている。釈迦山の宝蔵寺には木造釈迦如来立像（国の重要文化財）がある。四国八十八箇所の寺院として、第五十八番仙遊寺、第五十七番栄福寺があり、遍路が行き交う。
- 玉川湖畔の里
- 四国八十八箇所
  - 第57番札所・栄福寺
  - 第58番札所・仙遊寺
- 玉川近代美術館
- 玉川町総合福祉センター
- 玉川町文化交流館
- グリーンピア玉川
- 玉川総合公園（テニスコート、ゲートボール場）
- 鈍川温泉

## 出身・ゆかりのある人物
- 堀本宜実 - 獣医師、政治家